# ジャック・ズーン
ジャック・ズーン（Jacques Zoon, 1961年 - ）は、オランダのフルート奏者。氏名の発音は/ʒak zoːn/で、オランダ語の発音により忠実な日本語表記はゾーンである。

## 来歴・人物
- スウェリンク音楽院を優秀な成績で卒業した後、バンフ芸術センターでジェフリー・ギルバートに師事。
- 1987年ジャン＝ピエール・ランパル国際フルートコンクールで審査員特別賞を受賞
- 1988年以降ロイヤル・コンセルトヘボウ管弦楽団でソリストとして活躍。
- 1997年ボストン交響楽団の首席フルート奏者に就任した。
- 現在はベルリン・フィル等で客演のソリストとして活躍するとともに、ルツェルン祝祭管弦楽団、サイトウ・キネン・オーケストラで首席フルート奏者を務めている。
- ズーンモデル（ゾーンモデル）と呼ばれる自ら開発した木製フルートによる演奏を行うことで知られている。

## ディスコグラフィ
- 『J.S.バッハ：フルートソナタ集』（2002年8月21日発売）